# Измайловка (Нижнеомский район)
Изма́йловка — деревня в Нижнеомском районе Омской области. Входит в состав Глухониколаевского сельского поселения.

## История
Основана в 1924 году. В 1928 году выселок Измайловский состоял из 17 хозяйств, основное население — русские. В административном отношении находился в составе Локтевского сельсовета Калачинского района Омского округа Сибирского края.

## Население
| 2010 |
| ---- |
| 65   |

## Улицы
- ул. Зелёная,
- ул. Трудовая,
- ул. Школьная.